# Klaus Mäser
Erich Klaus Mäser (* 22. August 1932 in Leipzig; † 2008) war ein deutscher Diplomat. Er war Botschafter der DDR in Malaysia, Burma, Thailand und Bangladesch.

## Leben
Zu Beginn der 1950er Jahre arbeitete Mäser in einer Ziegelbrennerei. Mit der Gründung der Kasernierten Volkspolizei diente er bis zum Dienstgrad Hauptmann. Danach absolvierte er ein Studium an der Akademie für Staats- und Rechtswissenschaft der DDR in Babelsberg.
Seit Beginn der 1960er Jahre war Mäser Mitarbeiter im Ministerium für Auswärtige Angelegenheiten (MfAA) der DDR, wo er zunächst in der Protokollabteilung tätig war. 1962–1965 arbeitete er als III. Sekretär an der DDR-Handelsvertretung in Neu-Delhi. Von 1965 bis 1967 war er in der 2. Außereuropäischen Abteilung im MfAA (Süd-Südostasien) tätig. Von 1967 bis 1971 arbeitete er im DDR-Generalkonsulat, später DDR-Botschaft in Colombo. Von 1972 bis 1974 war er wieder in der Abteilung Süd- und Südostasien im MfAA tätig. Von 1974 bis 1978 war er Generalkonsul der DDR in Bombay. Von 1979 bis 1980 war er Geschäftsträger in Kabul. Von 1980 bis 1986 war er Botschafter in Kuala Lumpur, Rangun und Bangkok. Von 1986 bis 1989 arbeitete er als Botschafter in Dhaka. In den 1990er Jahren war er für die Volkssolidarität in Berlin-Friedrichshain aktiv.
Mäser war Mitglied der SED. Er war mit Lilly Mäser (1932–1991) verheiratet.
| Personendaten    | Personendaten                           |
| ---------------- | --------------------------------------- |
| NAME             | Mäser, Klaus                            |
| ALTERNATIVNAMEN  | Mäser, Erich Klaus (vollständiger Name) |
| KURZBESCHREIBUNG | deutscher Diplomat                      |
| GEBURTSDATUM     | 22. August 1932                         |
| GEBURTSORT       | Leipzig                                 |
| STERBEDATUM      | 2008                                    |